# Universi Dominici Gregis
Universi Dominici Gregis är en apostolisk konstitution utgiven av påven Johannes Paulus II den 22 februari 1996. 
Med detta dokument reglerade Johannes Paulus proceduren för påvevalet, konklaven, och vidtog därmed viktiga åtgärder för att förbereda och underlätta valet av sin efterträdare.

### Fotnoter
1. ↑  ”Spelet om den nya påven” (på svenska). Aftonbladet. 18 april 2005. http://wwwc.aftonbladet.se/nyheter/0504/19/050418paven.pdf. Läst 22 oktober 2017.